# Stylidium pedunculatum
Stylidium pedunculatum este o specie de plante dicotiledonate din genul Stylidium, familia Stylidiaceae, ordinul Asterales, descrisă de Robert Brown. Conține o singură subspecie: S. p. ericksonae.